# Demonstracije na Trgu nebeškega miru 1989
Demonstracije na Trgu nebeškega miru 1989 so bile serije demonstracij študentov, intelektualcev in delavcev za večjo politično in družbeno svobodo, ki so se začele 14. aprila 1989, krvavo pa so se končale po posredovanju kitajske ljudske armade 4. junija. Pokol se je zgodil v noči s 3. na 4. junij 1989, ko je kitajska vojska s tanki in orožjem razgnala udeležence protestov za demokracijo in človekove pravice. Vojska je s tanki in tovornjaki zapeljala v množico protestnikov, vojaki so streljali nanje, medtem ko so se protestniki branili s kamenjem. Pri tem je bilo ubitih nekaj sto, po nekaterih podatkih pa celo nekaj tisoč ljudi, več kot 120.000 nasprotnikov režima po vsej državi pa so zaprli. Oblasti nasilni poseg še vedno opravičujejo v imenu »prihodnosti partije in države«.